# Секс-джихад
Секс-джихад (араб. جهاد النكاح‎, джиха̄д ан-ника̄х̣) — социальный феномен, возникший в 2013 году, когда женщины, симпатизировавшие идеологии террористической организации Исламского государства (ИГ) добровольно отправлялись в Сирию, чтобы становиться жёнами джихадистов. Многократно проходя через временный брак «мутъа» (араб. نكاح المتعة‎), женщины фактически оказывали секс-услуги боевикам ИГ для поднятия их боевого духа. Временный брак мог длиться от нескольких часов до нескольких недель. К тому моменту, как женщина беременела или решала уйти, она спала с 10 — 20 боевиками. Женщин, добровольно отправившихся в Сирию для брачного джихада называли «невестами джихада». Их подкупали обещания создать идеальную традиционную семью с любящим мужем, детьми и собственным домом. Понятие временного брака является крайне спорным в исламе и подавляющей частью исламских учёных признаётся харамом и формой проституции.
Секс-джихадом также могла называться индустрия сексуального рабства, развёрнутая ИГ против езидок. Секс-джихад можно рассматривать, как яркую форму институционализации сексуальной эксплуатации.  
Впервые этот феномен получил широкую огласку после заявления министра внутренних дел Туниса. Критики этого феномена называли секс-джихад необоснованной и политической пропагандой, раздуваемой режимом Башара Асада.

## История
Впервые подобные случаи «брачного джихада» были описаны во время сражения между тунисской армией и боевиками Аль-Каиды, когда некоторые тунисские девушки, симпатизирующие исламистам, отправлялись добровольно на подконтрольные им территории для оказания бесплатных секс-услуг. Исламисты приветствовали таких девушек. Феномен получил массовую огласку после того, как вопросом заинтересовался министр внутренних дел Туниса, а секс-джихад стал предметом горячих споров.
Концепцию секс-джихада впервые продвинул в своём блоге в «Твиттере» шейх и известный сторонник радикального исламского течения Мухаммед аль-Арифи, который издал фетву, призывающую суннитских мусульманок добровольно отправляться в Сирию и удовлетворять потребности моджахедов, борющихся против режима Башара Асада. Аль-Арифи привёл в качестве примера 24-й аят 4-й суры Корана, где описывается такое понятие, как временный брак, где женщина может пребывать в браке от одного дня до 99 лет, таким образом вступая в сексуальный контакт на правах полноценной супруги. Позже, однако, шейх стал отрицать, что издал подобную фетву, назвав её фальсификацией. Однако, по данным тунисских СМИ, после публикации данной фетвы тунисские молодые девушки отправились добровольно в Сирию для оказания секс-услуг. После издания фетвы саудовского шейха, призывы к совершению секс-джихада звучали в Великобритании, Австралии и Малайзии.
Попытки популяризировать секс-джихад предпринимались египетской исламистской партией «Братья-мусульмане», в частности, на их социальной странице появлялись призывы к совершению секс-джихада. С членами группировки стали добровольно связываться потенциальные секс-партнёрши, которые должны были пройти на площадь Тахрир во время протестов. Однако это вызвало крайне негативную реакцию среди египтян, которые оставляли гневные комментарии в социальных сетях, утверждая, что организация фактически превратит площадь в открытый бордель, площадь Тахрир начали называть площадью «Рабаа аль-Адавия». После чего идея секс-джихада в Египте сошла фактически на нет, а затем «Братья-мусульмане» уверяли, что подобных призывов к секс-джихаду они не оставляли, и назвали инцидент «клеветнической кампанией» против них.
По словам министра внутренних дел Туниса, девушки, отправляющиеся на секс-джихад, вступали в половой контакт с 20, 30 и даже с 100 боевиками, с каждым из которых заключался однодневный брак, а затем разрывался. По другим данным, некоторых тунисских девушек насильно принуждали заниматься сексом.
По данным таблоида Daily Mirror, боевики ИГ в захваченных городах Мосул и Тикрит якобы призывали семьи отдать своих дочерей для брачного джихада и утверждали, что женщины, девственницы или нет — обязаны присоединиться к джихаду и очистить себя, переспав с боевиком. Отказ приравнивался к богохульству и подлежал наказанию или казни.

### После падения Исламского государства
После падения Исламского государства и смерти или взятия в плен большинства боевиков, основная масса их жён обосновалась в Аль-Хол на северо-востоке Сирии. Многие из них имели маленьких или новорожденных детей. При этом все они страдали от голода. Младенческая смертность была крайне высока. Некоторые государства, такие, как Россия, Саудовская Аравия, Марокко согласились забрать согражданок, другие, как Великобритания, наоборот, отказывались возвращать любых людей, причастных к боевикам. Франция согласилась принимать детей-сирот. При этом журналисты выяснили, что среди жён боевиков наиболее фанатичными оказывались именно иностранки, прибывшие в рамках брачного джихада из стран Европы, Ближнего Востока и Северной Африки. По этой причине они содержались отдельно и под усиленной охраной. В частности они были склонны нападать на «сокамерниц» за попытки общения с мужчинами или снятия чадры и даже могли поджигать палатки.
В 2021 году население Аль-Хол, состоявшее в основном из жён и боевиков составляло более 20 тысяч жён и 40 тысяч детей боевиков. В течение следующих нескольких лет из лагеря были освобождены сирийки и их дети, но иностранки продолжали содержаться, их репатриация усложнена тем, что в основной массе эти женщины и их дети фанатично поддерживали идеологию ИГ и в родных странах секс-джихадистки и их выросшие дети могут стать главной террористической угрозой. Страны могли предпринимать попытки репатриации из лагеря маленьких детей, но этому как правило противились матери. 
По состоянию на 2024 год, сектор лагеря Аль-Хол, где живут бывшие иностранные секс-джихадистки, выступает штаб-квартирой ИГ, а сами женщины сформировали полицию нравов Аль-Хисба, которая навязывает всем жителям лагеря нормы шариата, принуждает всех женщин Аль-Хола носить никабы, поджигают школы, больницы и мастерские, открывающиеся силами благотворительных организаций, как противоречащие нормам шариата и каждый месяц убивают по 5 — 6 человек за нарушение шариата или «коллаборационизм».

## Вербовка и насилие над женщинами
По словам Кадыра Маликова, доктора политологии и исламских исследований, секс-волонтёрами становятся по большей части разведённые женщины или вдовы, безуспешно пытающиеся выйти замуж. Также часто сбегают замужние женщины, терпевшие на себе домашнее насилие. В основном этих женщин объединяет поиск «мужского идеала», который крайне сложно найти в современном, особенно в западном обществе, а именно образ сильного, бесстрашного мужчины, готового убивать и самому умирать ради своих идеалов. В результате в глазах многих женщин боевики ИГ становятся воплощением их идеала. Поиск и вербовка женщин происходит в Интернете. По данным НТВ, многие молодые и незамужние девушки отправляются к боевикам «в поисках приключений, любви и смысла жизни», так как уверены в том, что там удачно выйдут замуж за боевика и создадут с ним счастливую семью, но после прибытия якобы терпят на себе практически всегда физическое сексуальное насилие, которое часто заканчивается беременностью, хотя формально ребёнок считается законнорождённым (так как зачатие происходило во время временного брака). По прибытии на родину секс-джихадистки становятся изгоями общества, от них часто отказываются семьи. В основном вербовкой занимаются так называемые «чёрные вдовы» — жёны умерших боевиков. Таким образом они «мстят» за смерть мужа.
Опрос, проведённый редакцией казахстанской газеты «Караван» среди женщин, вернувшихся из Сирии и Ирака в Казахстан, показал, что все они были представителями среднего класса, недовольны проводимой политикой, обижены на судьбу, не верящие в будущее. Ни один человек из Казахстана, примкнувший к ИГ, не обучался в медресе и не оканчивал никаких исламских курсов. Таким образом, данные люди, в том числе и женщины, представляют собой неофитов — людей, ранее мало интересовавшихся религией, но внезапно решивших радикально изменить свой образ жизни.
По утверждению Аль-Масри аль-Йом и других арабских СМИ (в частности, «Аль-Мухтасар Ньюз»), боевики ИГ распространяли плакаты, призывающие «предоставлять незамужних девушек для участия в секс-джихаде».
В 2015 году Демократическая партия Курдистана утверждала, что им было известно как минимум 19 случаев казней женщин за отказ от сексуального джихада.

## Известные случаи
Наибольшую огласку получила история с двумя несовершеннолетними австрийскими девушками боснийского происхождения, Самрой Кесинович и Сабиной Селимович, которые тайно сбежали из дома и отправились в Сирию для оказания услуг секс-джихада. Сначала родители при попытке связаться с девушками получали предположительно ложную информацию, что девушки чувствуют себя там счастливыми и свободными, однако позже одна из девушек сама вышла на связь с родителями, рассказала, что каждый день подвергается насилию, и молила забрать её оттуда. В декабре 2014 года стало известно, что одна из девушек погибла при обстреле, другая исчезла.
В конце декабря 2014 года Великобританию покинула бывшая эстрадная рок-певица Салли Джонс, которая ранее в свои 45 лет вышла замуж за 20-летнего Джунаида Хуссейна из семьи мусульманских иммигрантов. Молодой человек разделял идеи джихадизма и склонил на свою сторону Салли Джонс. Она бросила своих двоих детей и, приняв новое имя Умм Хуссейн аль-Британи, вслед за своим новым мужем уехала в Сирию на территорию, подконтрольную ИГ, где позже призывала европейских девушек к совершению секс-джихада, так как боевики «ищут себе новых жён», и грозилась резать христиан тупым ножом.
В 2017 году стала известна история о том, как в 2014 году Дэниэла Грин, сотрудница ФБР, занималась расследованием деятельности Дениса Кусперта, одного из влиятельных боевиков ИГ, сбежавшего из Германии, где ранее он был репером, известным под псевдонимом Deso Dogg. В процессе расследования Даниэла связывалась с Денисом и влюбилась в него, после чего сама сбежала в Сирию, чтобы выйти замуж за него. Однако через несколько недель после свадьбы, Дэниэла изменила свои взгляды на происходящее и сбежала обратно в США, где была приговорена к заключению на 2 года.
В России наибольшую огласку получила история с российской студенткой МГУ Варварой Карауловой. Караулова, влюбившись в боевика через социальные сети, попыталась попасть в Сирию через Турцию, но в результате была задержана. Против неё возбудили уголовное дело, которое широко освещалось российскими СМИ.

## В культуре
В начале 2017 года на телеканале Би-би-си транслировался скетч The Real Housewives of ISIS юмористического шоу Revolting, повествующий о четырёх женщинах, добровольно вышедших замуж за боевиков ИГ, их жизни в условии постоянных бомбардировок. Сам сюжет является пародией на реалити-шоу «Настоящие домохозяйки» и грубой сатирой на существующие проблемы, с которыми сталкиваются жёны ИГ, например одна из девушек с лёгкостью говорит о том, что выходила замуж 6 раз, вторая волнуется о том, какое бы платье ей надеть в день её казни через 3 дня, а другие девушки хвастаются поясами шахида, которые им подарили мужья. Скетч вызвал неоднозначную реакцию, в частности создателей обвинили в исламофобии, другие заметили, что факт отъезда одурманенных девушек в Сирию является настоящей трагедией, которую кощунственно превращать в источник юмора. При этом нашлись и те, кто поддержал сериал, отметив, что речь идёт не о насильно похищенных девушках, а о добровольцах, сознательно выбравших себе такую жизнь.
В художественном фильме 2018 года «Профиль» рассказывается о попытке британской журналистки взять интервью у члена ИГ, выдавая себя за девушку, которая хочет выйти замуж за боевика и уехать в Сирию.
В 2020 году вышел на экраны шведский сериал «Халифат», в котором описан механизм, который уводит сотни европеек (причём вовсе не обязательно арабского происхождения) из благополучных секулярных семей в кажущуюся им романтичную обстановку «джихада».
Секс-джихад стал темой пьесы «Финист ясный сокол» российского драматурга Светланы Петрийчук, поставленной в театре в 2020 году.

## Споры вокруг существования секс-джихада
В 2013 году западные СМИ ещё ставили под сомнение существование секс-джихада, несмотря на то, что данный феномен уже часто освещался в ближневосточных СМИ. В частности, журналист немецкой газеты Der Spiegel Кристофер Рейтер назвала секс-джихад выдумкой руководства Асада с целью отвлечения внимания международного сообщества от своих собственных преступлений.
Хилми М. Завати, юрист по уголовному праву и правам человека, утверждал, что фетва Мухаммеда аль-Арифи — это фабрикация и фальсификация, широко распространяемая сирийским правительством для дискредитации джихадистов среди мусульманского консервативного сообщества в Сирии. Американская газета Algemeiner Journal опровергла утверждения Завати, заметив, что фальсификация не смога бы повторяться в таких количествах в разнообразных СМИ и тем более теорию фальсификации опровергают разные интервью, которые давали очевидцы и жертвы секс-джихада.
Организация MEMRI заметила, что споры вокруг правдивости секс-джихада возникли в ходе споров между светской и религиозной частью сообщества в Тунисе, при этом отрицание явления брачного джихада, которое «выдумало власти Сирии», стало частью идеологии ваххабитов и прочих религиозных деятелей.
Кирилои М. Ингрэм — научная сотрудница постдокторской программы в Австралийской высшей школе, изучая пропагандистские материалы ИГ опровергала понятие «секс-джихада» и популярные утверждения в СМИ о том, что женщин «заманивают» в сети привлекательные бойцы-джихадисты. Она заметила, что представители движения призывали женщин становиться жёнами и матерями, так как это было необходимо для государственного строительства, гарантируя выживание Халифата.